# Ле-Нерак
Ле-Нера́к (фр. Le Nayrac, окс. Lo Nairac) — коммуна во Франции, находится в регионе Окситания. Департамент — Аверон. Входит в состав кантона Эстен. Округ коммуны — Родез.
Код INSEE коммуны — 12172.
Коммуна расположена приблизительно в 480 км к югу от Парижа, в 150 км северо-восточнее Тулузы, в 31 км к северу от Родеза.

## Население
Население коммуны на 2008 год составляло 571 человек.
| 1962 | 1968 | 1975 | 1982 | 1990 | 1999 | 2008 |
| ---- | ---- | ---- | ---- | ---- | ---- | ---- |
| 590  | 639  | 624  | 660  | 581  | 570  | 571  |

## Администрация
| Период | Период | Фамилия         | Партия | Примечания |
| ------ | ------ | --------------- | ------ | ---------- |
| 2001   | 2008   | Робер Тома      |        |            |
| 2008   |        | Жан-Поль Тюрлан |        |            |

## Экономика
В 2007 году среди 287 человек в трудоспособном возрасте (15—64 лет) 207 были экономически активными, 80 — неактивными (показатель активности — 72,1 %, в 1999 году было 69,7 %). Из 207 активных работали 199 человек (107 мужчин и 92 женщины), безработных было 8 (4 мужчины и 4 женщины). Среди 80 неактивных 15 человек были учениками или студентами, 40 — пенсионерами, 25 были неактивными по другим причинам.

## Фотогалерея

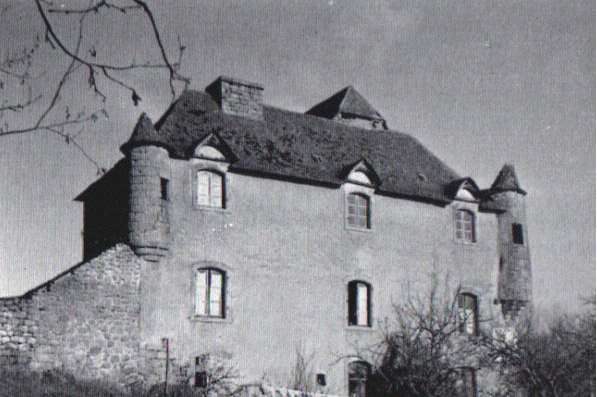
Замок Фрейсине
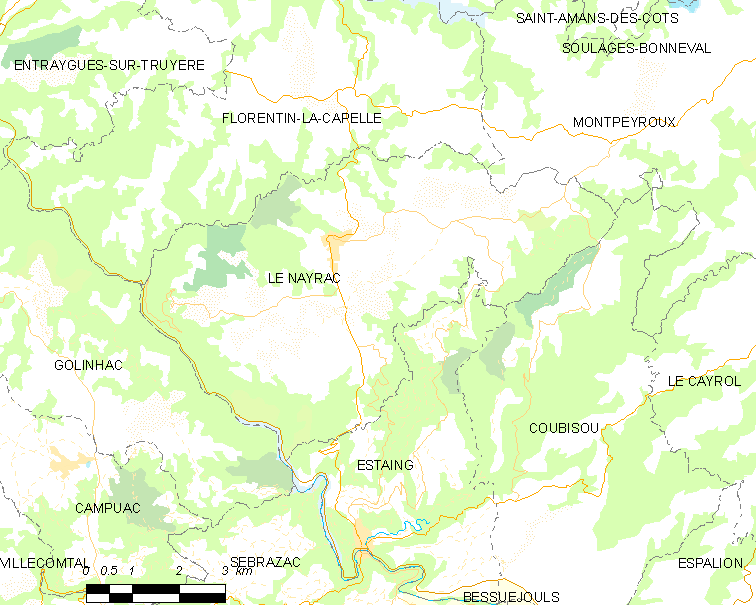
Карта коммуны